# Limonia stigma
Limonia stigma är en tvåvingeart som först beskrevs av Johann Wilhelm Meigen 1818.  Limonia stigma ingår i släktet Limonia och familjen småharkrankar. Arten är reproducerande i Sverige. Inga underarter finns listade i Catalogue of Life.